# Eloeophila villiersi
Eloeophila villiersi är en tvåvingeart som först beskrevs av Alexander 1958.  Eloeophila villiersi ingår i släktet Eloeophila och familjen småharkrankar.
Artens utbredningsområde är Guinea. Inga underarter finns listade i Catalogue of Life.